# Статуя Христа-Искупителя
Ста́туя Христа́-Искупи́теля (порт. Cristo Redentor) — статуя Иисуса Христа в стиле ар-деко, расположенная на вершине горы Корковаду в Рио-де-Жанейро. Является символом города и Бразилии в целом. В 2007 г. неофициально избрана одним из Новых семи чудес света.
Статуя находится на территории национального парка Тижука, который является крупнейшим лесным массивом в мире, находящимся в городской черте, на высоте 709 метров над уровнем моря.

## Размеры статуи
Высота статуи — 38 м, в том числе пьедестала — 8 м; размах рук — 28 м. Вес — 635 тонн. Являясь самой высокой точкой округи, статуя регулярно (в среднем, четыре раза в год) становится мишенью молний. Католическая епархия специально хранит запас камня, из которого возведена статуя, для восстановления повреждённых молниями частей статуи.

## Дорога к монументу
Статуя Христа Искупителя в Рио-де-Жанейро — один из самых известных и популярных в мире монументов. Ежегодно не менее 1,8 миллиона туристов поднимаются к его подножию, откуда открывается панорама города и бухты с живописной горой Сахарная Голова (порт. Pão de Açúcar), знаменитыми пляжами Копакабана и Ипанема, огромной чашей стадиона «Маракана».
На вершину ведёт электрифицированная железная дорога (первая в Бразилии), с курсирующим по ней миниатюрным поездом. Она была построена инженерами Перейрой Пассосом и Терсейрой Соарешем задолго до статуи Христа — в 1882—1884 годах, и впоследствии сыграла важную роль в сооружении монумента: по ней наверх доставлялись строительные материалы.
Добраться до статуи можно и на машине по автостраде, проходящей через национальный парк Тижука. Также к статуе ходят туристические микроавтобусы, отправляющиеся от станции метро Largo de Machado, стоимость билета туда и обратно на март 2025 года составляла 130 бразильских реалов (около $25). 

## Постройка статуи

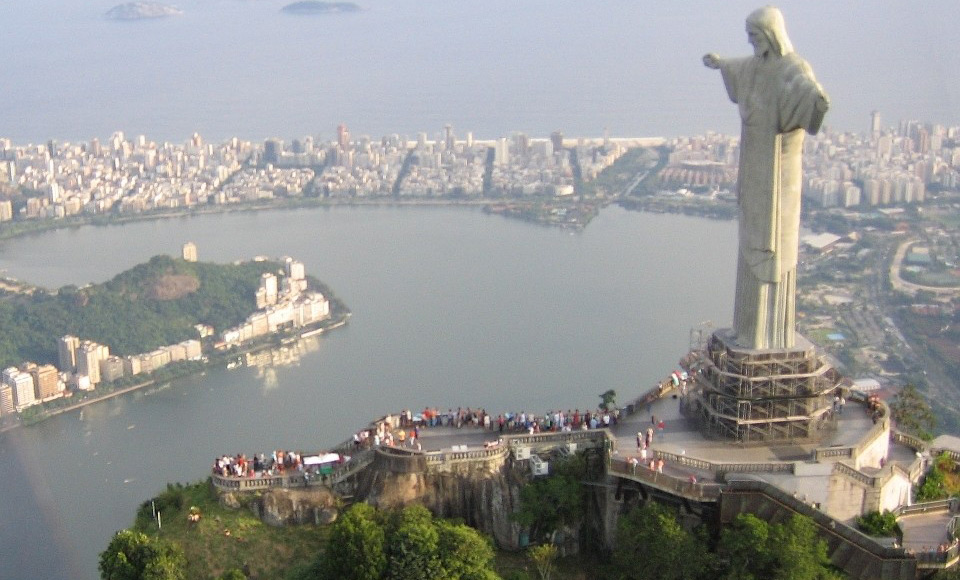
«Христос-Искупитель» в Рио-де-Жанейро, вид с вертолёта

В 1921 году приближающаяся столетняя годовщина национальной независимости Бразилии (1822 г.) вдохновила отцов города — Рио-де-Жанейро тогда был столицей Бразилии — на создание статуи Христа-Искупителя. Журнал «Крузейру» объявил сбор средств по подписке на сооружение памятника. В результате кампании было собрано более 2,5 миллионов рейсов. К сбору средств подключилась и церковь: архиепископ того времени Рио-де-Жанейро дон Себастьян Леме принимал активное участие в деле создания монумента.
Постройка статуи продолжалась около девяти лет — с 1922 по 1931 гг.
Первоначальный эскиз памятника разработал художник Карлос Освальд. Именно он предложил изобразить Христа с распростёртыми в благословляющем жесте руками, отчего издали фигура выглядела бы как огромный крест. В первоначальном варианте пьедестал для статуи должен был иметь форму земного шара. Окончательный проект монумента был разработан бразильским инженером Эйтором да Силва Коштой (порт. Heitor da Silva Costa).
Так как по ряду причин, в том числе технологических, создать такую огромную скульптуру в Бразилии было тогда невозможно, все её детали, включая каркас, изготавливались во Франции. Статуя была изготовлена из железобетона и талькохлорита.
В 1924 французский скульптор Поль Ландовски закончил моделирование головы (высотой 3,75 метра) и рук статуи. После этого румынский скульптор Георге Леонида работал над созданием головы Христа с 1925 по 1931 год. В разобранном виде все детали монумента доставлялись в Бразилию и по железной дороге транспортировались на вершину горы Корковаду.
От конечного пункта рельсового пути к подножию статуи была устроена извилистая лестница из 220 ступеней, получившая прозвание «Караколь» («Улитка»), а в толще мраморного цоколя — маленькая часовня.
12 октября 1931 года состоялось торжественное открытие и освящение монумента, ставшего символом Рио-де-Жанейро.
В 1965 году статуя была повторно освящена римским папой Павлом VI, а в 1981 году на праздновании 50-летия монумента присутствовал папа Иоанн Павел II.

## Статуя в последующие годы

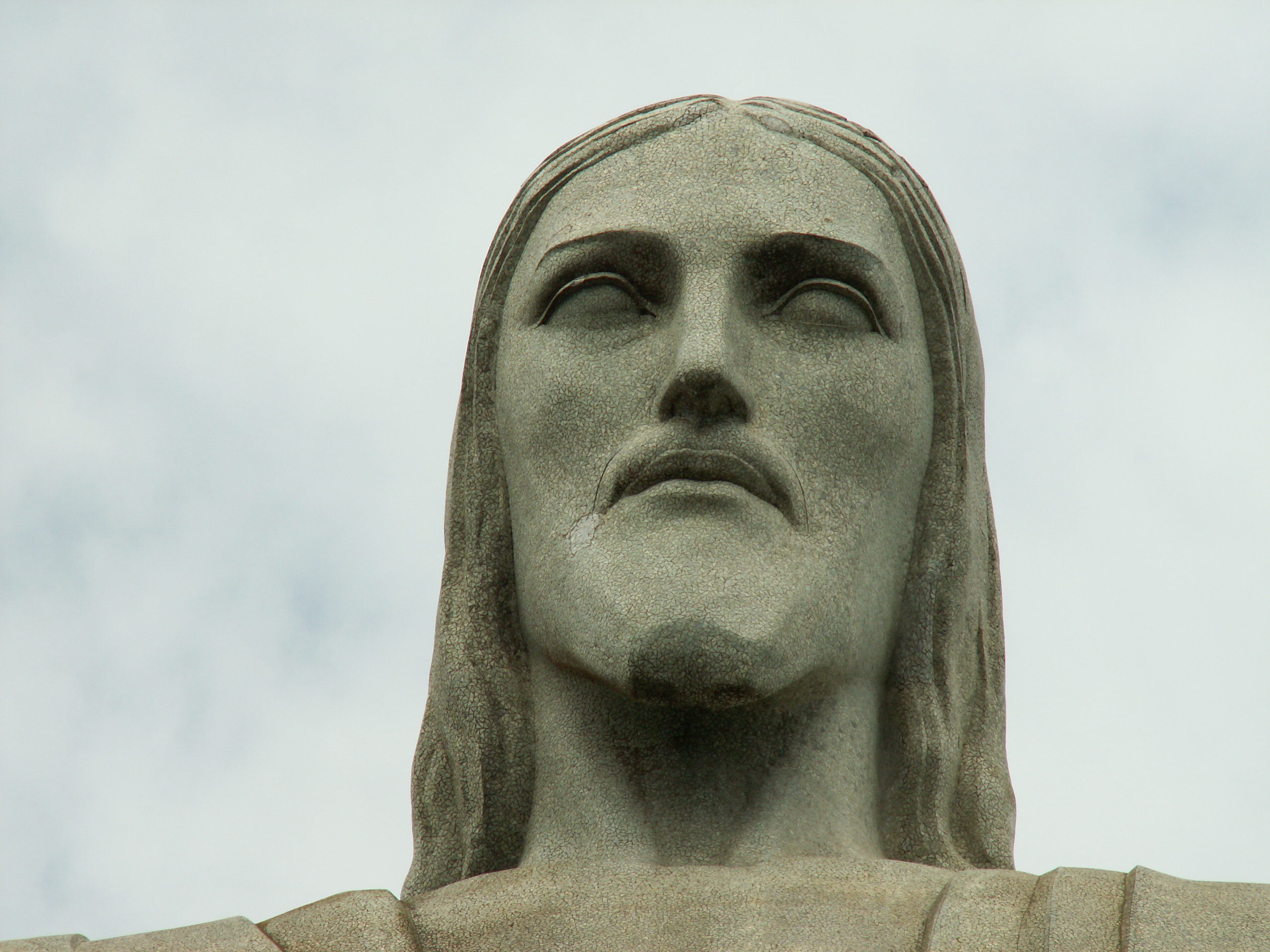
Голова статуи

За последние 45 лет статую дважды ремонтировали — в 1980 и 1990 годах. В 1932 и 2000 годах была проведена модернизация системы ночной иллюминации. В 2003 году подъём, ведущий на смотровую площадку, оборудовали эскалаторами.
В 2007 году статуя была выбрана одним из Новых семи чудес света.
26 октября 2007 года иерархи Русской Православной Церкви и РПЦЗ впервые в истории совершили православное богослужение возле статуи. На богослужении присутствовал целый ряд официальных лиц и бизнесменов, прибывших в Рио-де-Жанейро в рамках Дней России в Латинской Америке.
16 апреля 2010 года статуя впервые за свою историю подверглась вандализму. На лицо и руки статуи чёрной краской были нанесены надписи.
В 2012 г. ЮНЕСКО сочла «Христа-Искупителя» частью ландшафта Рио-де-Жанейро, включённого в список всемирного наследия.
Как отмечают в бразильском Институте космических исследований, на статую приходятся в среднем четыре удара молнии ежегодно. В декабре 2013 года и вечером 16 января 2014 года во время сильных бурь в правую руку статуи ударила молния, отколов кончики среднего и большого пальца.
20 февраля 2016 года патриарх Кирилл совершил молебен у подножия статуи.

### В киноискусстве
- «Жизнь после людей» — статуя показана через 3 дня (отключается электричество в Рио-де-Жанейро), 50 лет (кисти рук статуи отламываются и падают вниз), 250 лет (статуя полностью разрушается) и через 500 лет без людей (цоколь статуи, вместе с торчащими кусками каркаса, зарастает).
- «2012» — статуя разрушается из-за землетрясения (разрушение показано в экстренном выпуске новостей, который смотрят в Белом Доме (Вашингтон)). Разрушение статуи показано на одном из постеров к фильму (только здесь статую сносит цунами).
- В телефильме «Арктический взрыв[англ.]» ледяной туман накрывает статую.
- В фильме «Сумерки. Сага. Новолуние» (сцена, когда Эдвард узнаёт о смерти Беллы) и в фильме «Сумерки. Сага: Рассвет — Часть 1».
- В сериалах «Во имя любви», «Проспект Бразилии», «Семейные узы», «Клон».
- В сериале «Город мужчин» (Город людей) «Cidade dos Homens» 2002—2005 год, а также в одноимённом фильме 2007 года (перевод в российском прокате «Город бога 2»), статую показывают после начальных титров и на протяжении всего фильма.
- В сериале CSI: Miami статую показывают в 5 сезоне.
- В фильме «Агент 117: Миссия в Рио».
- В фильме «Форсаж 5» главные герои живут у подножья горы Корковаду, очень много красивых панорам с изображением статуи.
- В фильме Залмана Кинга «Дикая орхидея» (1989) Эмилия отправляется в Рио-де-Жанейро и пролетает мимо статуи на 6 минуте картины.
- «Рио, я люблю тебя» — в одной из новелл герой обращается к статуе Христа.

### В литературе
- Второстепенный сюжет романа «Семь сестёр» Люсинды Райли повествует о создании статуи.

| Сравнение Статуи Христа-Искупителя с другими статуями | Статуя Христа-Искупителя в филателии |
|                                                       |                                      |

## Галерея

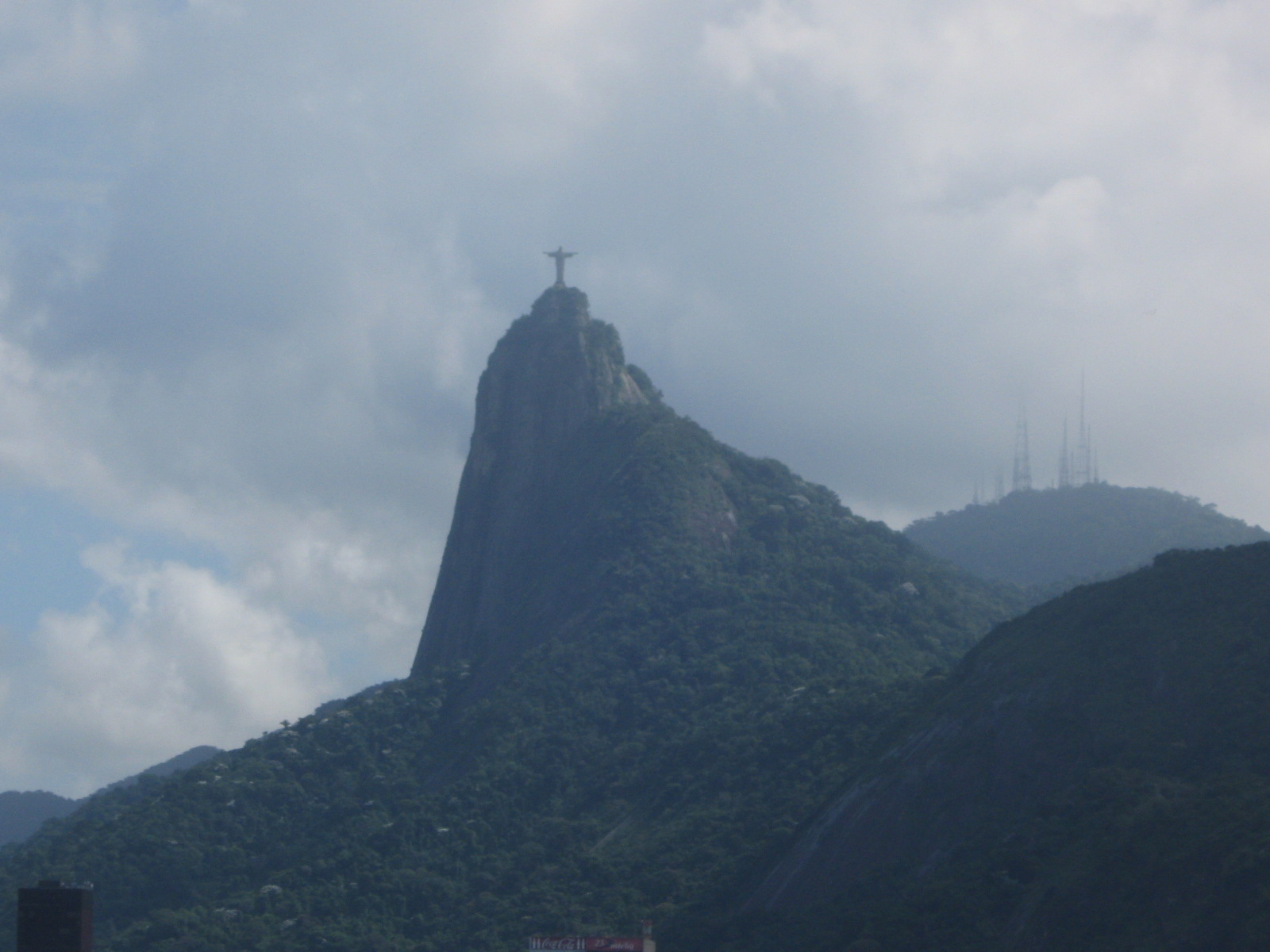
Гора Корковаду в Рио-де-Жанейро. На вершине видна статуя Спасителя
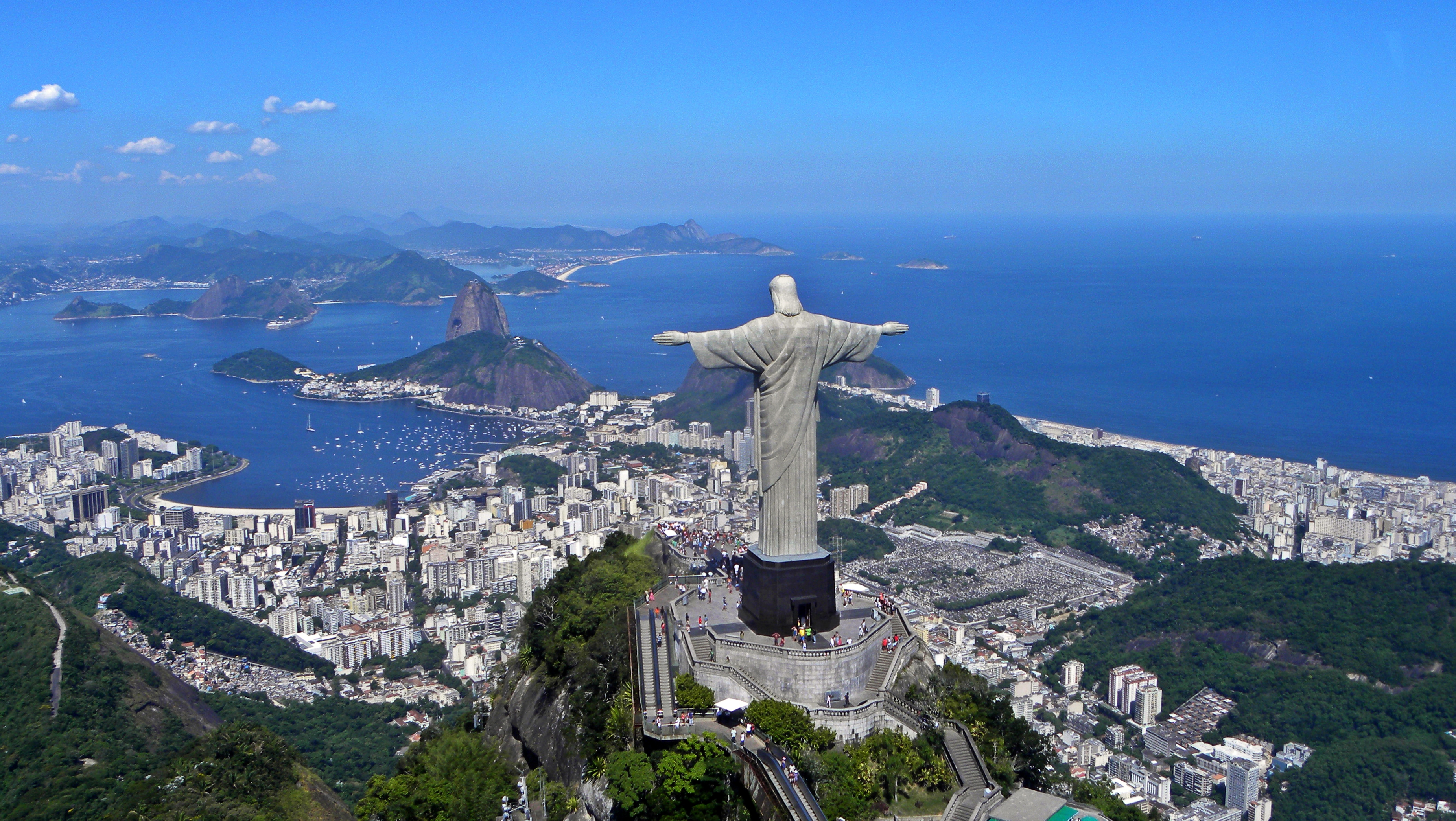
Статуя и вид на Рио-де-Жанейро
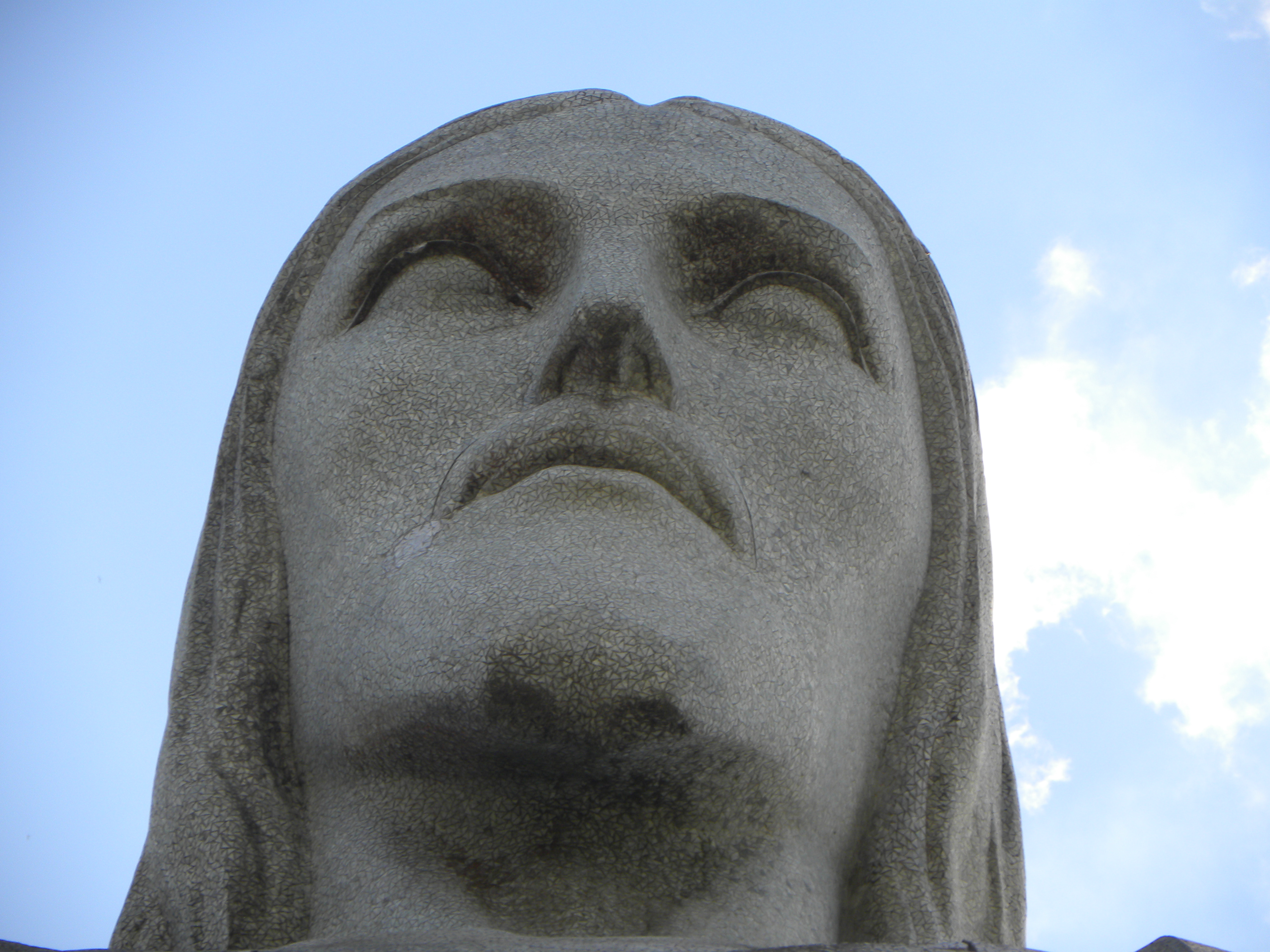
Голова статуи. Вид снизу
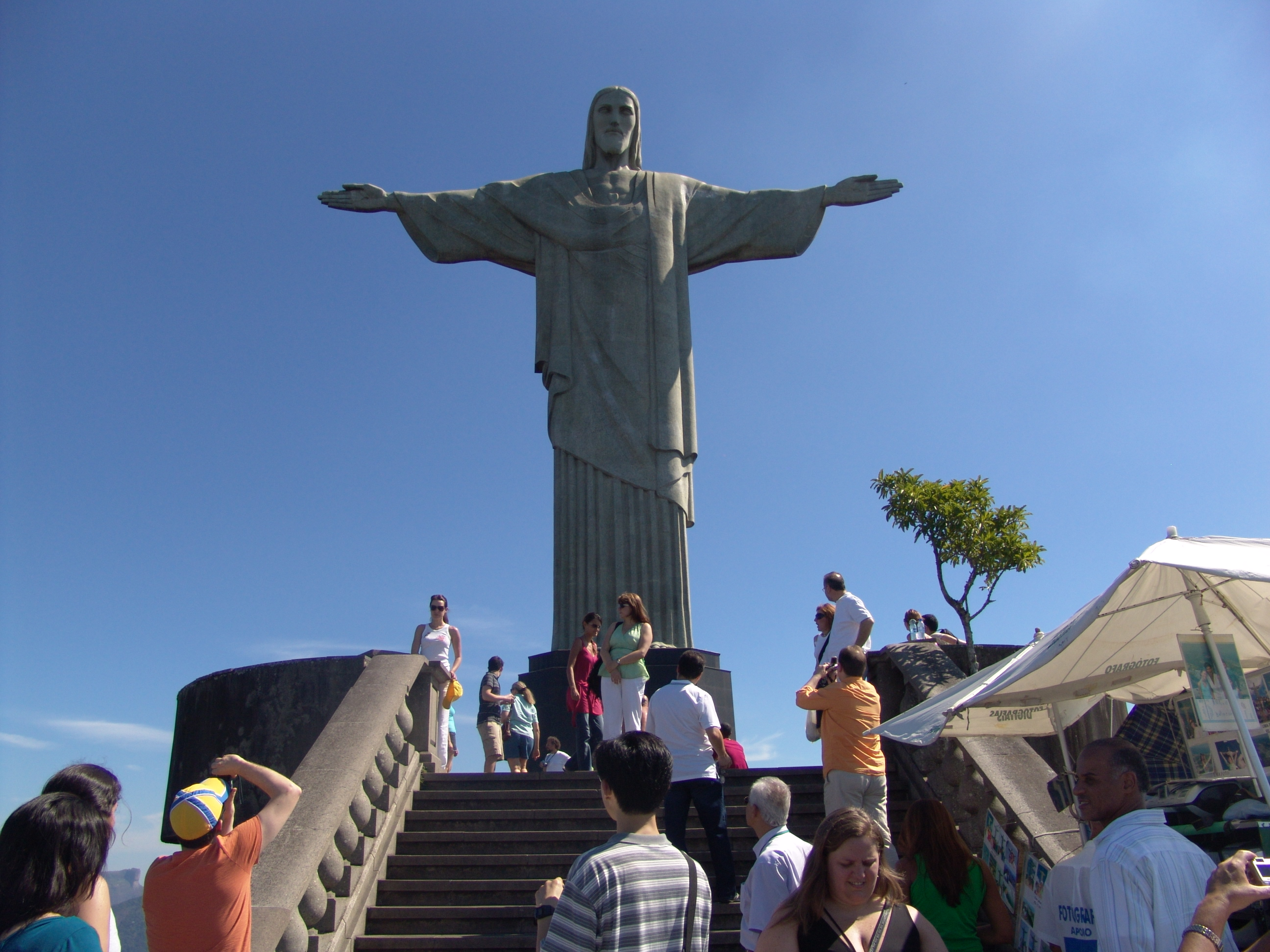
Посетители на фоне статуи
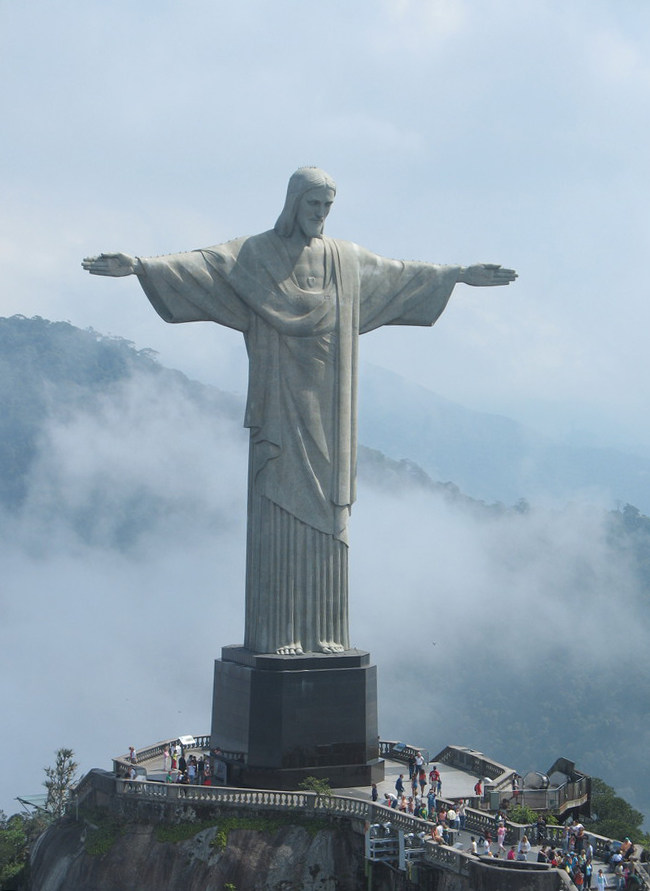
Аэрофотоснимок статуи
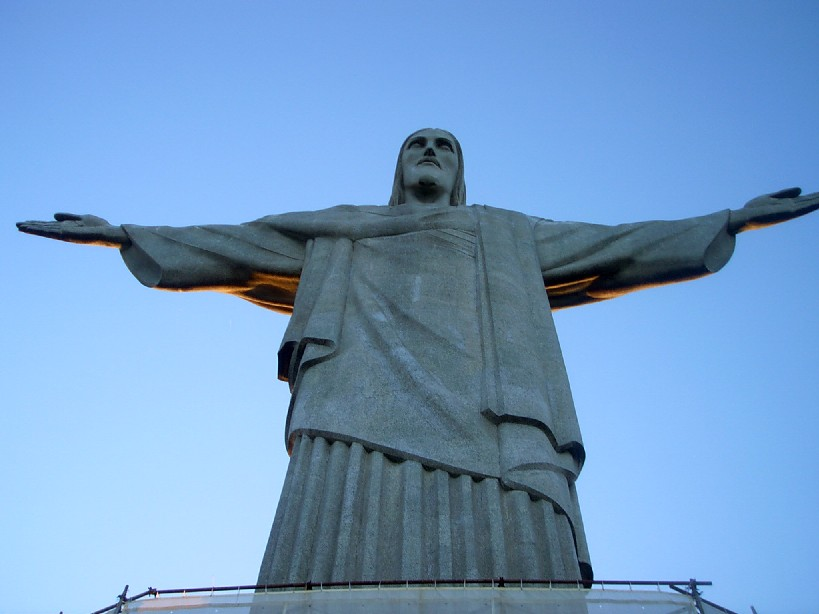
Вид снизу на статую
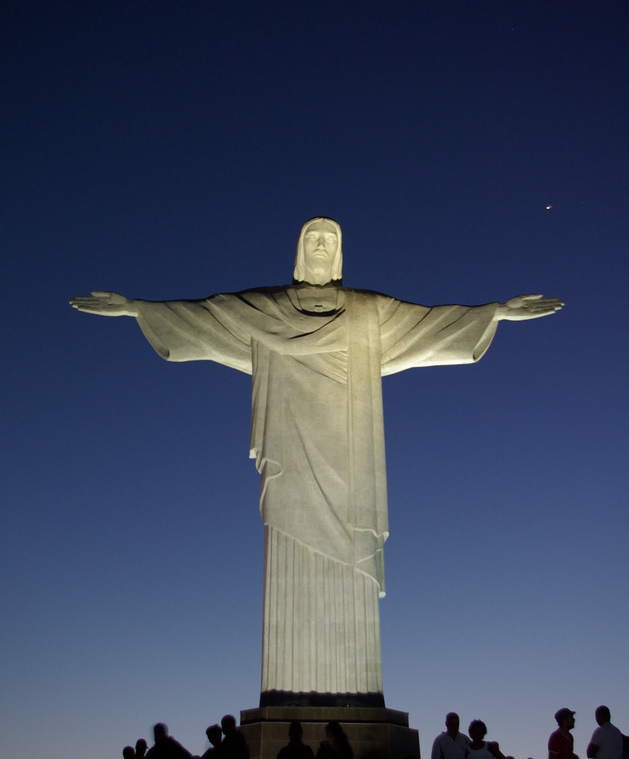
Статуя Христа-Искупителя ночью
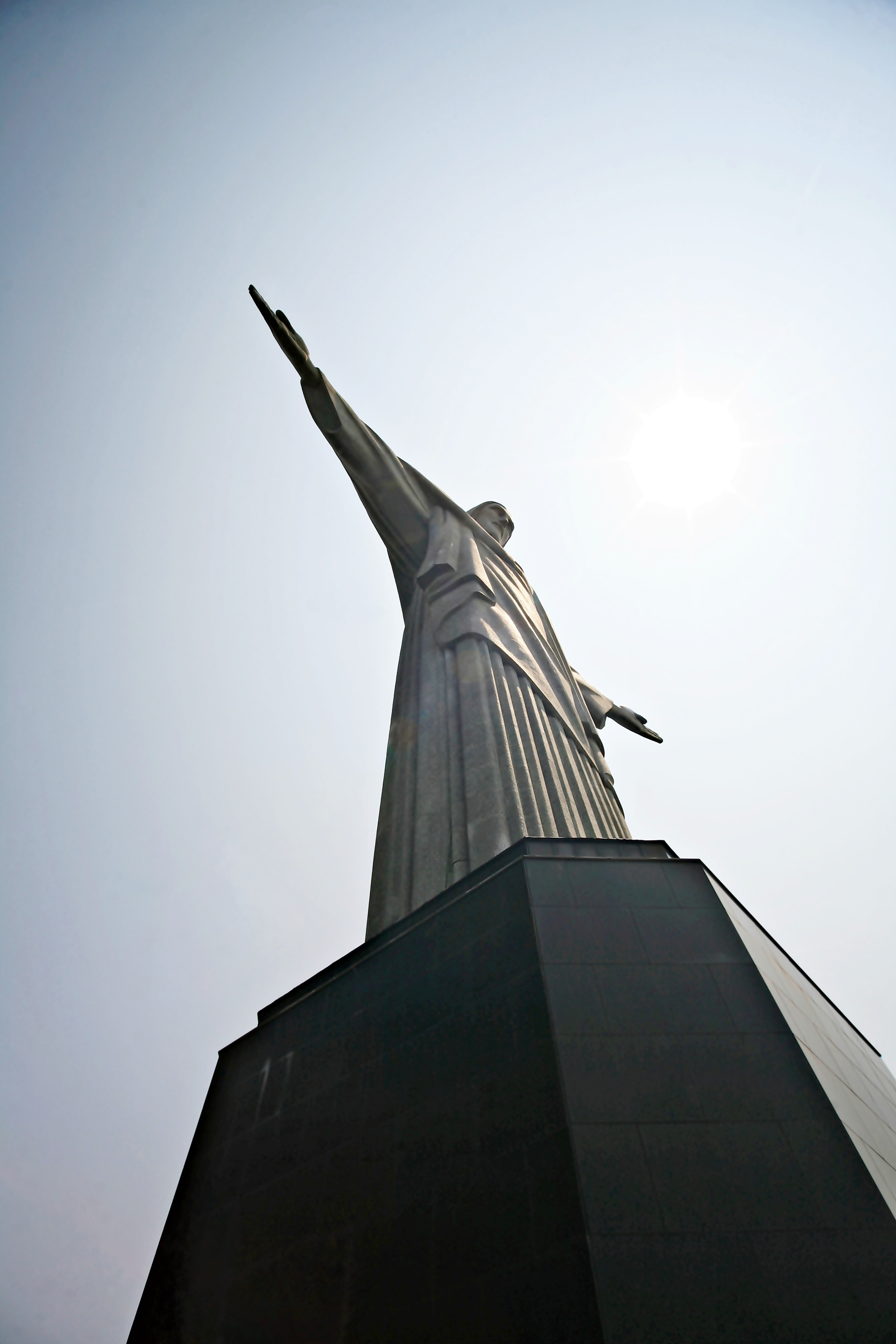
Боковой вид снизу на статую
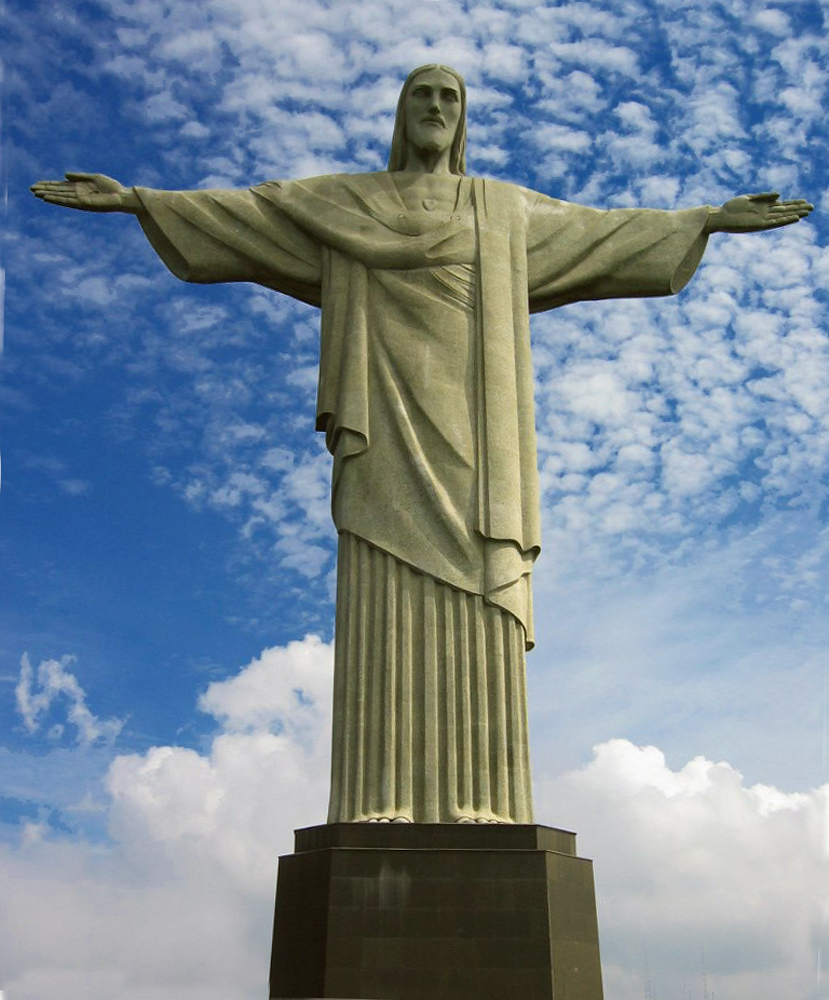
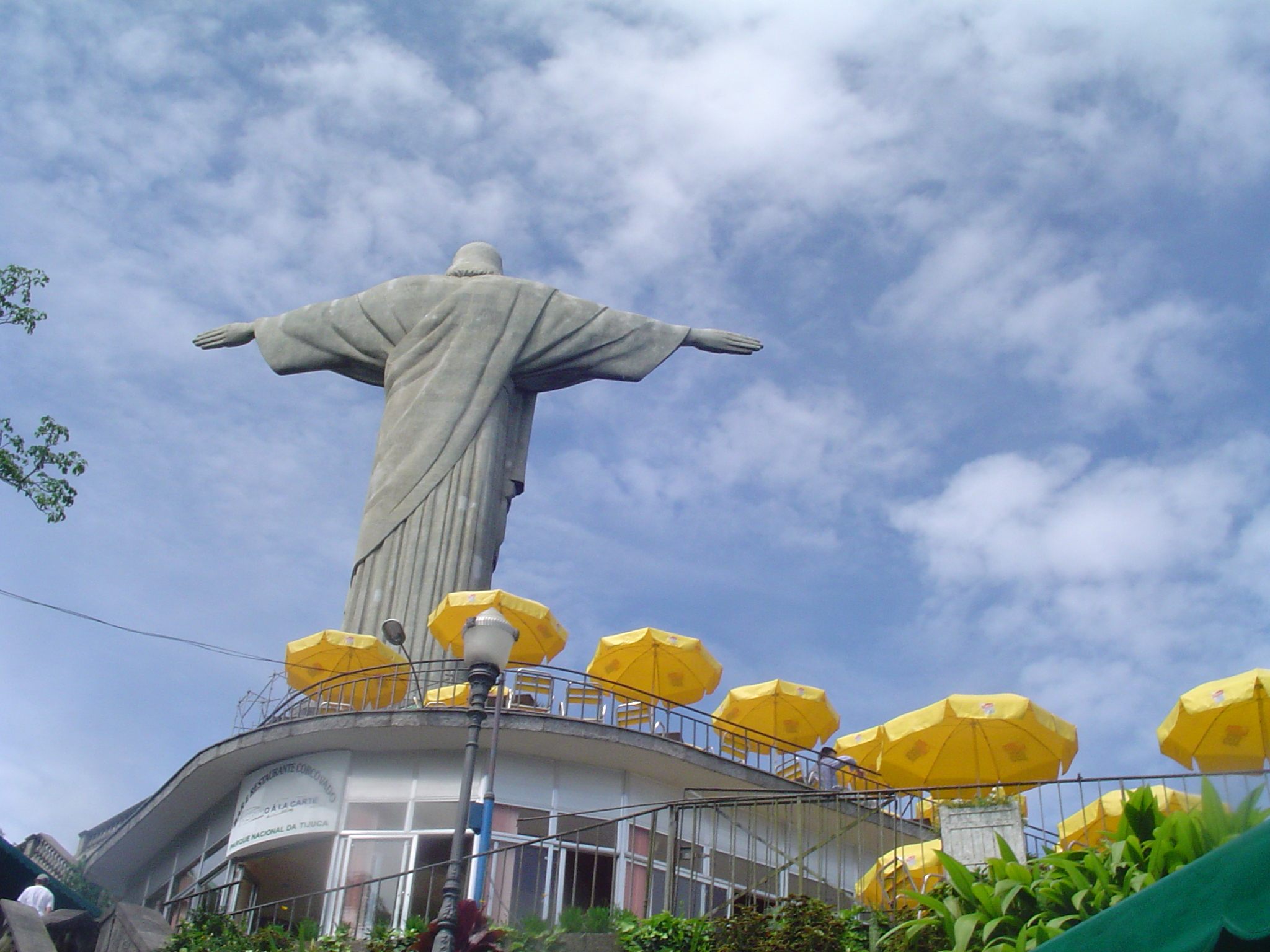
Вид сзади на статую из кафе для туристов

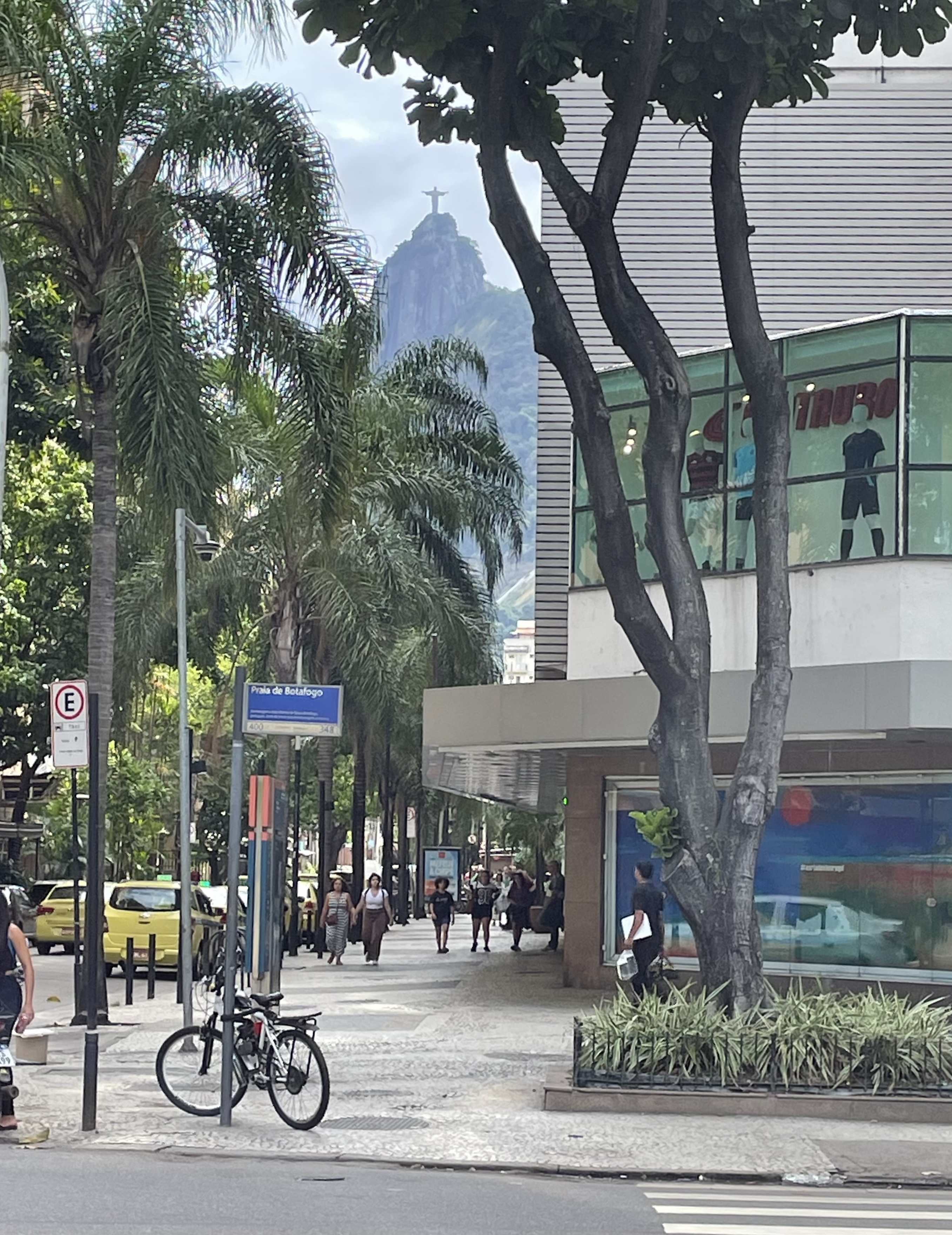
Вид на статую из района Ботафого

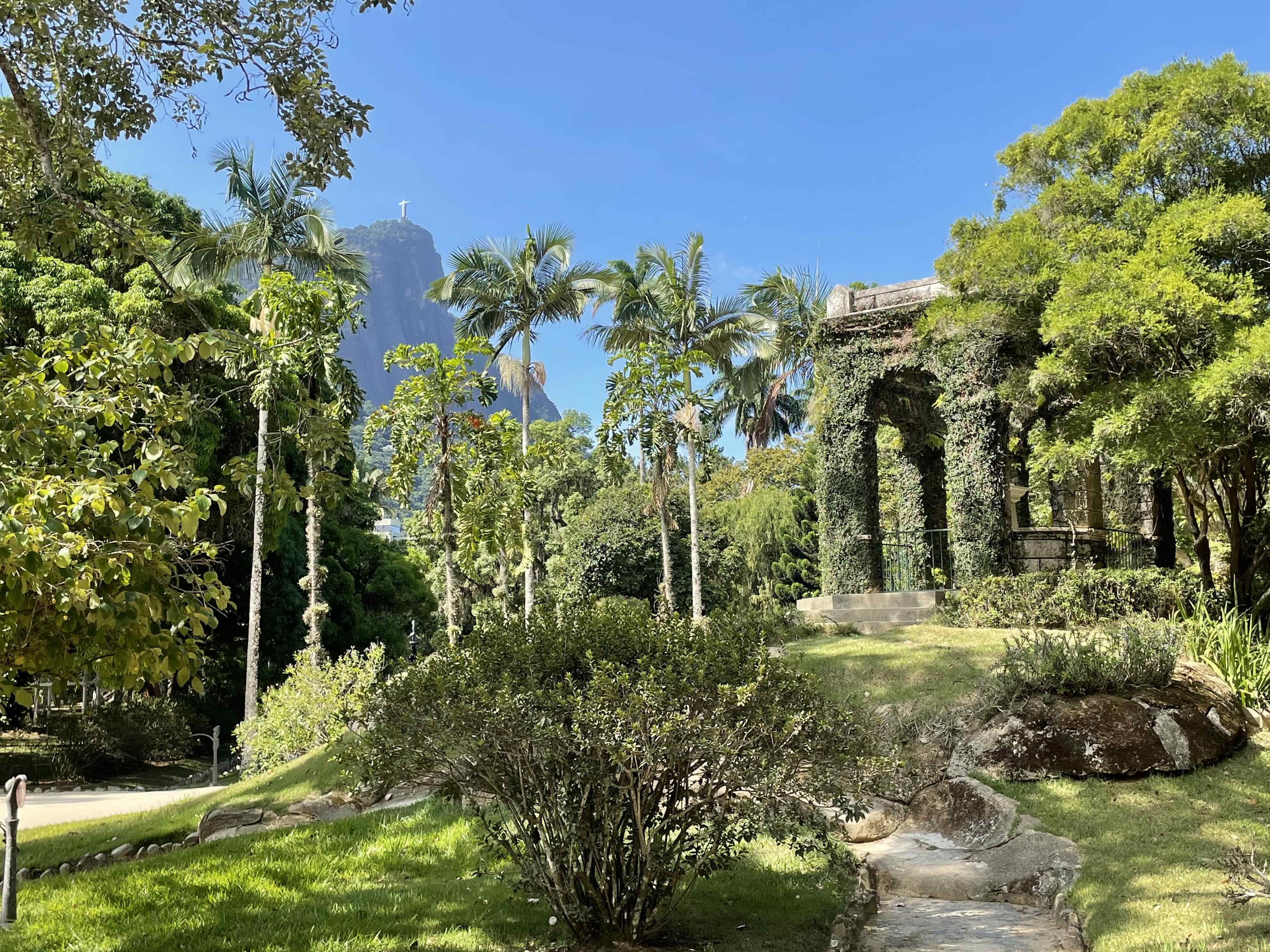
Вид на статую из Ботанического сада Рио